# My Blue Heaven
My Blue Heaven (bra: A Cegonha Demora-se) é um filme estadunidense de 1950 dirigido por Henry Koster. É estrelado por Betty Grable e Dan Dailey em seu terceiro filme feito em conjunto.

## Sinopse
Kitty (Betty Grable) e Jack (Dan Dailey) são uma popular dupla artistas que trabalham no rádio e estão passando para a televisão. No entanto, por mais inebriante que seja o sucesso e seu progresso profissional, eles têm sentido que suas vidas seriam mais completas se tivessem filhos. Mas, quando decidem pela adoção, um processo complicado e cheio de desapontamentos, eles acabam tendo mais bebês do que esperavam.

## Adaptação
Em 25 de fevereiro de 1952, Betty Grable e Dan Dailey apareceram juntos em uma adaptação do filme no programa de rádio "Lux Radio Theatre".

## Produção
My Blue Heaven foi o terceiro filme que Grable e Dailey fizeram juntos, sendo os dois primeiros Mother Wore Tights em 1947 e When My Baby Smiles at Me em 1948. Mais tarde eles co-estrelaram em um quarto, Call Me Mister (1951). My Blue Heaven marcou a estréia do filme da estrela musical Mitzi Gaynor.
Grable mostrou-se relutante em fazer o filme. Ela só concordou em fazê-lo se Lamar Trotti reescrevesse o roteiro e Henry Koster substituísse Claude Binyon como diretor.

## Adaptação de rádio
My Blue Heaven foi apresentado no Lux Radio Theatre de 25 de fevereiro de 1952. A adaptação de uma hora apresentou Grable e Dailey em seus papéis do filme.

## Elenco
- Betty Grable como Kitty Moran
- Dan Dailey como Jack Moran
- David Wayne como Walter Pringle
- Jane Wyatt como Janet Pringle
- Mitzi Gaynor como Gloria Adams
- Una Merkel como Senhorita Irma Gilbert
- Louise Beavers como Selma
- Laura Pierpont como Senhora Johnston
- Elinor Donahue como Mary
- Phyllis Coates como Rapariga da festa
- Mae Marsh como Maid
- Minerva Urecal como Senhora Bates
- Suzanne Ridgeway como Membro da audiência
- Barbara Pepper como Susan, a garçonete